# جاكسون (نيويورك)
جاكسون (بالإنجليزية: Jackson, New York)‏ هي بلدة أمريكية تقع في الولايات المتحدة في مقاطعة واشنطن، نيويورك. يقدر عدد سكانها بـ 1,718 نسمة ومساحتها 97.1 كم2 وترتفع عن سطح البحر 169 متر.

## أعلام
- جورج لو